# Syzygium wilsonii
Syzygium wilsonii là một loài thực vật có hoa trong Họ Đào kim nương. Loài này được (F.Muell.) B.Hyland miêu tả khoa học đầu tiên năm 1983.